# Švenčionys
Švenčionys (en polonais : Święciany, en biélorusse : Свянцяны, en yiddish : סווענציאן/Sventsian) est une ville de Lituanie, chef-lieu de la municipalité du district de Švenčionys,
située à 84 km de la  capitale Vilnius ; elle fait partie de l'Apskritis de Vilnius et de la Haute Lituanie. 

## Géographie
Il s'agit d'un district frontalier, jouxtant le territoire de la Biélorussie. La ville elle-même se trouve à une dizaine de kilomètres de la frontière. Elle est aussi proche de l'Apskritis d'Utena au nord.
Elle se trouve sur la route 102 qui relie Vilnius à Zarasai (à 75 km au nord) en suivant la frontière, doublant l'itinéraire principal (l'A14) plus à l'intérieur. Elle est aussi reliée à Švenčionéliai (12 km à l'ouest) où passe la ligne de chemin de fer Varsovie-Vilnius-Saint-Pétersbourg.
Il s'agit d'une zone de faible altitude (sommet à 250 m à 10 km au nord de la ville), assez forestière.

## Histoire
Švenčionys est l'une des plus anciennes cités du grand-duché de Lituanie, uni en 1569 au royaume de Pologne dans le cadre de la république des Deux Nations. La ville et sa région relèvent des possessions de la grande famille polono-lituanienne des Potocki.

### Le grandXIXesiècle(1795-1914)
La ville fait partie des territoires annexés par la Russie en 1795, lors du troisième partage de la Pologne, qui met fin à la république des Deux Nations. Elle restera sous la souveraineté russe jusqu'en 1918. 
En 1812, au début de la campagne de Russie, Napoléon fait étape à Švenčionys pour écrire ses ordres aux officiers de la Grande Armée.
Lors de l'insurrection de novembre 1830 du royaume de Pologne (établi en 1815) contre la domination russe, Švenčionys est une des premières cités de l'ancien grand-duché de Lituanie à se soulever.
Dans les années 1850, la ville bénéficie de la construction d'une des premières lignes de chemin de fer en Russie, reliant Saint-Pétersbourg à Varsovie.
Vers 1900, la population de la ville est majoritairement juive (52 % en 1897).

### LaPremière Guerre mondiale
Assez tôt, la population juive est contrainte de quitter la zone du front, qui atteint la Pologne après la victoire allemande de Tannenberg ; c'est notamment le cas de Roman Kacew et de sa mère, Mina Owczyńska, qui passent les années suivantes en Russie. 
Après avoir conquis Kowno en août 1915, les Allemands tentent une percée, dite « Offensive de Sventiany » (septembre 1915), mais l'armée russe rétablit assez vite la situation. 

### LeXXesiècle
Après la guerre, la région est intégrée à la république de Pologne et Święciany est un chef-lieu de powiat de la voïvodie de Wilno (Vilnius). 
En septembre 1939, elle est occupée par l'armée soviétique qui place la ville dans l'oblast biélorusse de Vileïka, mais en 1940, la transfère à la RSS de Lituanie.
En 1941, elle est occupée par l'armée allemande et les Juifs, d'abord regroupés dans un ghetto, sont assassinés par les Einsatzgruppen ou par les SS d'octobre 1941 à avril 1943, à Polygony et à Ponary (près de Wilno). En 1942, 1 200 Polonais sont assassinés par la Saugumas, la police lituanienne au service des nazis ((en) massacre de Święciany).
En 1944, le gros du territoire de la municipalité reste à la RSS de Lituanie, mais une partie est attribuée à la RSS de Biélorussie.

## Démographie
Sa population est de 5 658 habitants au recensement de 2005. Le tiers de sa population est composé de membres de la minorité polonaise de Lituanie.

## Personnalités
Naissance à Švenčionys
- Mark Natanson (1850-1919), révolutionnaire narodnik
- Mina Owczyńska (1879-1941), mère de l'écrivain Romain Gary
- Dinah Owczyńska, cousine de Romain Gary et mère de Paul Pavlowitch (qui a prêté son visage à « Émile Ajar »)
- Wiktor Thommée (1881-1962), général de l'armée polonaise
- Yitzhak Arad, né Icchak Rudnicki, (1926-2021), historien israélien, ancien participant aux combats des partisans antinazis soviétiques dans la région de Wilno (1943-1945).

Romain Gary
Roman Kacew, né à Vilna (Wilno) en mai 1914, a vécu à Święciany quelques mois en 1914-1915 et de nouveau environ une année de l'été 1925 à l'été 1926, entre la séparation de ses parents à Wilno et le départ de sa mère pour Varsovie. Malgré l'importance de cette ville dans l'histoire de sa famille maternelle, elle n'apparaît presque pas dans son œuvre : seulement dans son livre, Éducation européenne, où il évoque un partisan juif originaire de Święciany.